# محوطه متسامور

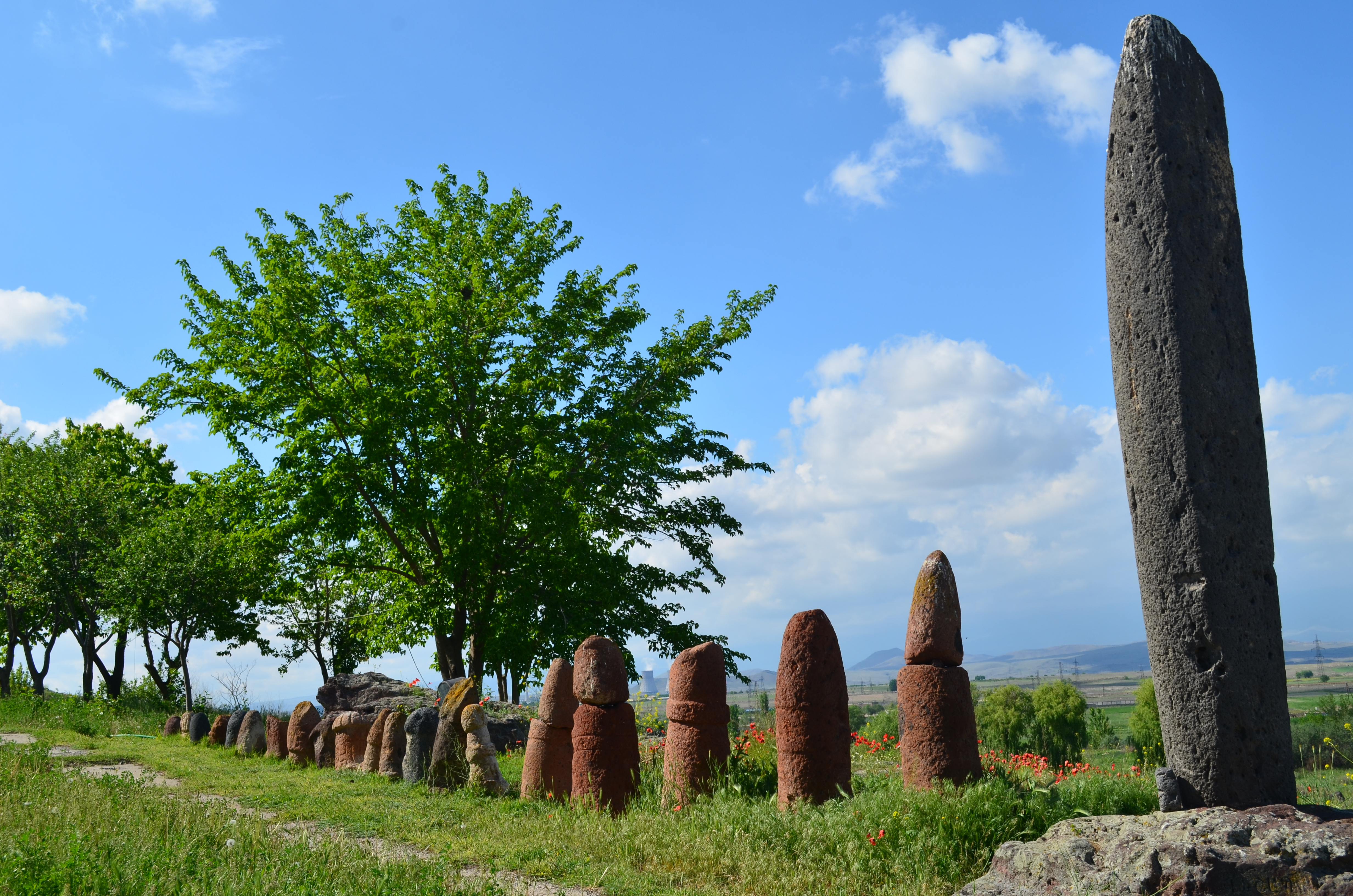
سنگ‌های ایستاده در ویرانه‌های محوطهٔ متسامور

محوطهٔ متسامور بقایای یک دژ قدیمی است که در جنوب غربی روستای تارونیک در استان آرماویر در کشور ارمنستان واقع شده است.
در گذشته تصور می‌شد که شهر متسامور در دوران عصر آهن توسط اورارتوها نابود شده است، اما پژوهشگران اکنون بر این باورند که این شهر توسط کوچ‌نشینان اسکیث‌ها یا کیمری‌ها تخریب شده است.

## تاریخچه
بخش مرکزی این محوطه روی تپه‌ای مشرف به دشت آرارات قرار دارد. پژوهش‌ها در ارگ مستحکم و بخش موسوم به شهر پایینی که در زیر آن قرار دارد، و همچنین در گورستانی که حدود ۵۰۰ متر به سمت شرق واقع شده است، انجام می‌شود. در همان فصل‌های ابتدایی، یک توالی استراتیگرافیک دست‌نخورده از دوران عصر برنز (دورهٔ تمدن کورا–ارس) تا قرون وسطی ثبت شد. قدیمی‌ترین آثار سکونت به اواخر هزارهٔ چهارم پیش از میلاد (مس‌سنگی) و جدیدترین آن‌ها به قرن هفدهم میلادی بازمی‌گردد. در دوران اواخر عصر برنز و اوایل عصر آهن (قرن پانزدهم تا هشتم پیش از میلاد)، این سکونتگاه به یک مرکز مهم مذهبی و اقتصادی با تولیدات متالورژیکی توسعه‌یافته تبدیل شد. در دامنهٔ جنوبی تپه، یک مجموعهٔ مذهبی بزرگ کشف شده که شامل پنج معبد کوچک با محراب‌های «پله‌ای» ساخته‌شده از گل است. مشهورترین یافته‌ها شامل زیورآلات، مانند گردنبندهای طلایی و بست‌های کمربند زراندود با تصاویر شیرهای ماده در حال شکار است.

## حفاری‌ها
پژوهش‌ها در متسامور از سال ۱۹۶۵ آغاز شده است. تا دههٔ ۱۹۹۰، این کارها توسط تیم‌های ارمنی به سرپرستی اما خانزادیان و کورون مکرتچیان انجام می‌شد؛ در سال‌های ۲۰۱۱ تا ۲۰۱۳، آشوت فیلیپوسیان مسئول حفاری‌ها بود. تمامی یافته‌ها در موزه‌ای که در محل واقع شده به نمایش گذاشته شده‌اند. در سال ۲۰۱۳، یک هیئت باستان‌شناسی ارمنی-لهستانی در نتیجهٔ همکاری بین مؤسسهٔ باستان‌شناسی و مرکز لهستانی باستان‌شناسی مدیترانه‌ای (هر دو وابسته به دانشگاه ورشو) و سازمان حفاظت از محیط تاریخی و فرهنگی و ذخیره‌گاه موزه، وابسته به وزارت فرهنگ جمهوری ارمنستان، کار خود را در متسامور آغاز کرد. کریستوف یاکوبیاک و آشوت فیلیپوسیان هم‌مدیران این مأموریت بودند. یاکوبیاک اظهار داشت که متسامور «نقش مهمی در میان سکونتگاه‌های دشت آرارات دارد».

## موزه
موزهٔ تاریخ و باستان‌شناسی در محوطهٔ متسامور در سال ۱۹۶۸ افتتاح شد. این موزه توسط خدمات حفاظت از محیط زیست تاریخی و ذخیره‌گاه‌های فرهنگی-موزه‌ای، یک سازمان دولتی غیرانتفاعی، اداره می‌شود. در این موزه که در سه طبقه قرار دارد، بیش از ۲۷٬۰۰۰ یافته از متسامور به نمایش گذاشته شده است. در طبقهٔ اول موزه، یافته‌هایی از منطقهٔ قلعه و همچنین از میدان دفن نمایش داده شده‌اند. در طبقهٔ دوم، صنایع دستی و فرهنگ متسامور تاریخی موضوع نمایش هستند. در طبقهٔ همکف، یافته‌هایی از دورهٔ امپراتوری اورارتو و همچنین جواهرات به نمایش گذاشته شده‌اند. از استثنایی‌ترین یافته‌های ارائه شده در آنجا می‌توان به یک قورباغه از جنس عقیق متعلق به فرمانروای بابلی اولام ووراریش (اواخر قرن ۱۶ پیش از میلاد) و همچنین یک مهر از عقیق جگری که در آن هیروگلیف‌های مصری دیده می‌شود، اشاره کرد. این مهر احتمالاً متعلق به فرمانروای بابلی کوری-گالزو یکم (قرن ۱۴ پیش از میلاد) بوده است.

## نگارخانه

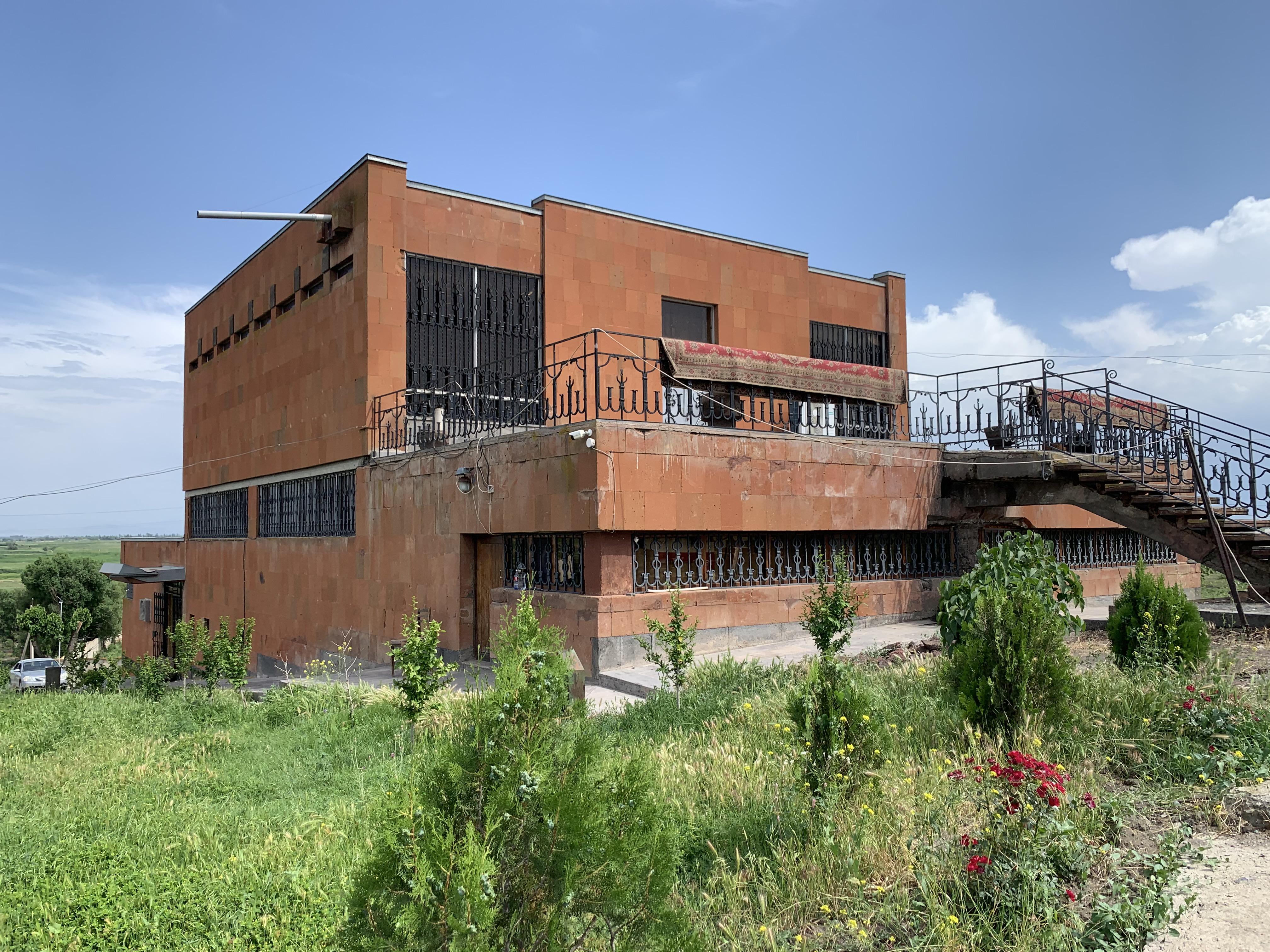
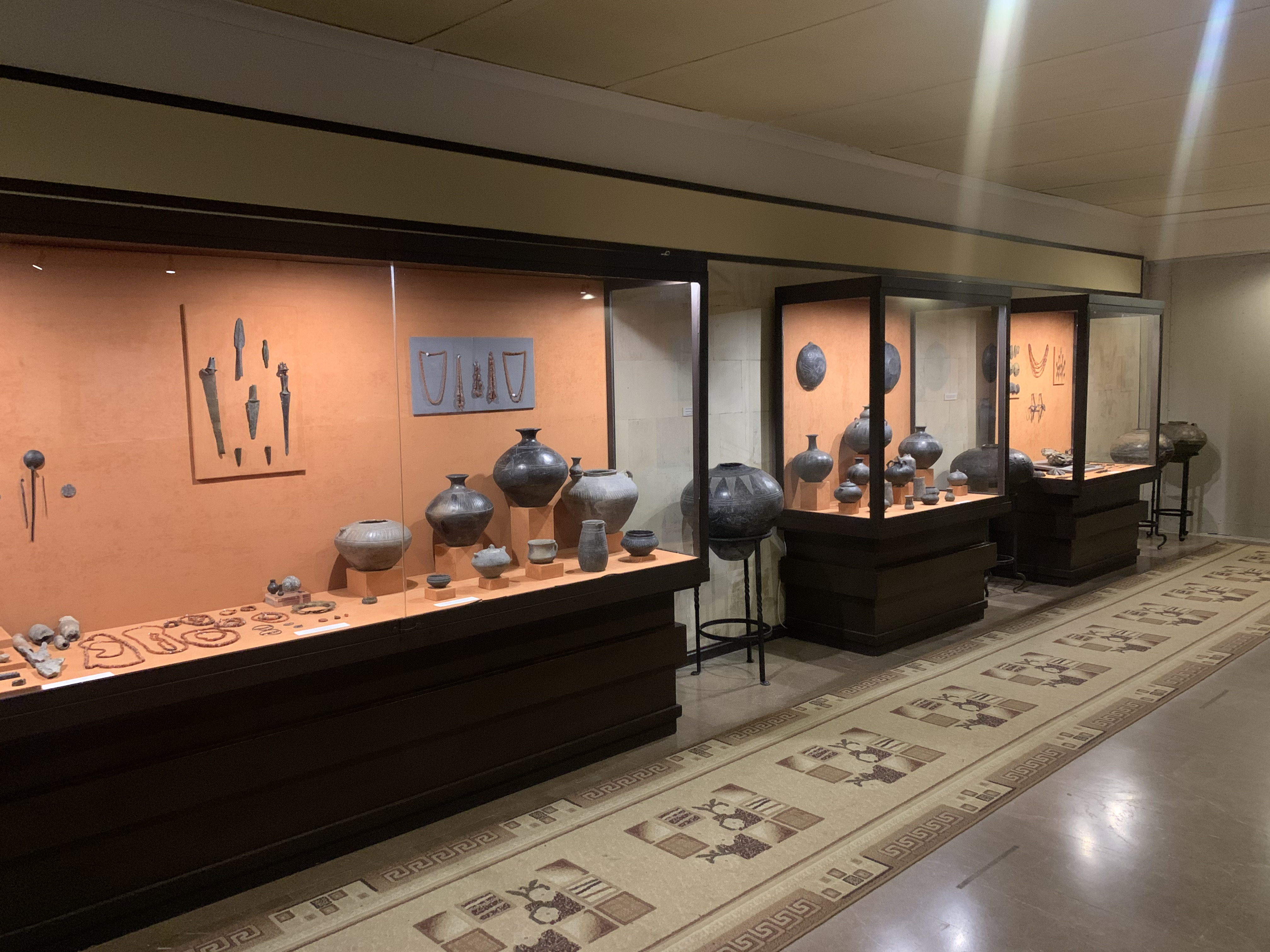
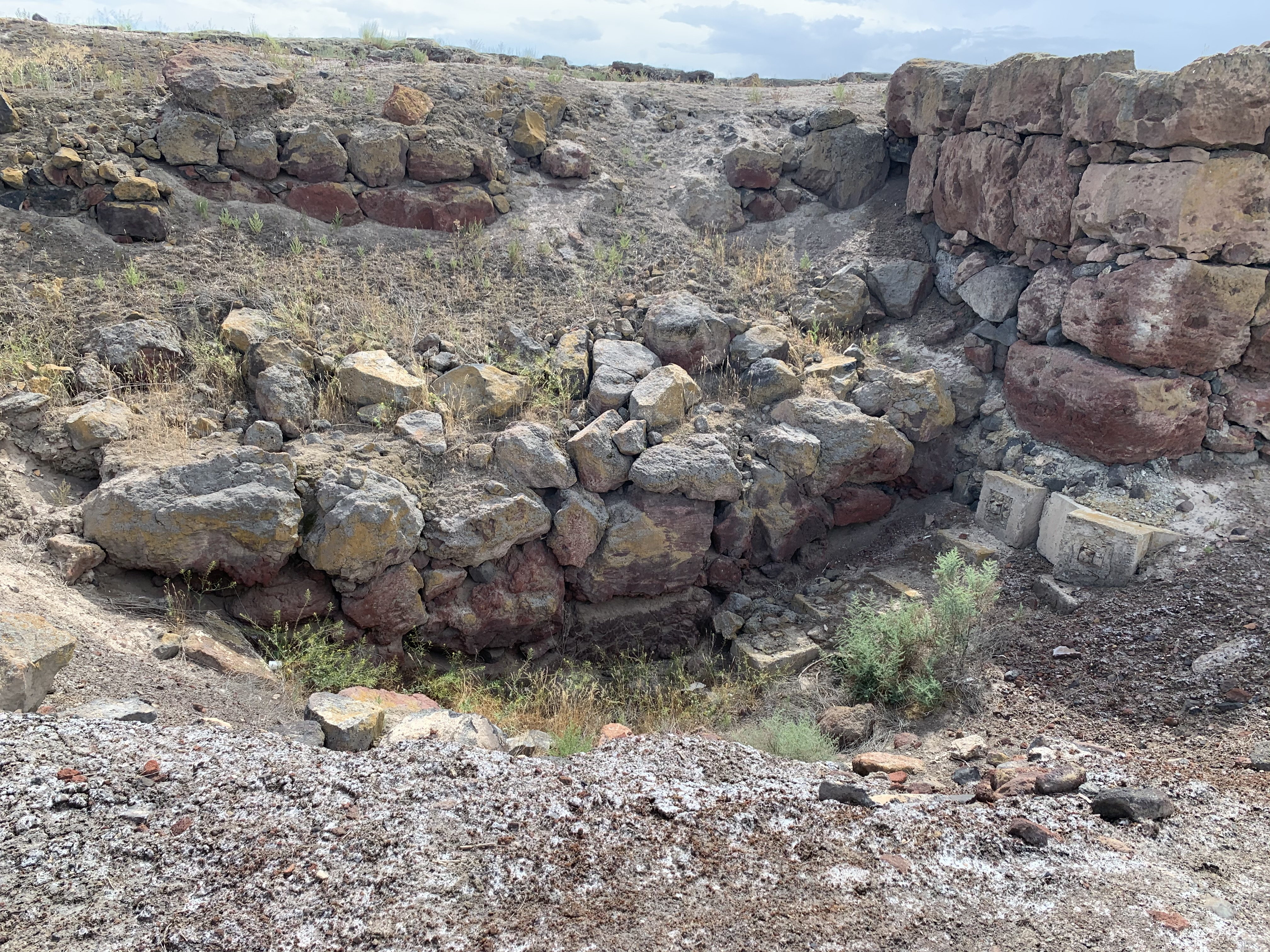